# 大人の流儀
「大人の流儀」（おとなのりゅうぎ）は、近藤真彦52作目のシングル。
2015年12月9日に発売された。発売元はソニー・ミュージックレコーズ。

## 概要
前作から約1年10か月振り、デビュー35周年記念シングル。
同年7月19日に発売されたライブレコーディングアルバム「三十五周年　近藤真彦×伊集院静＝二十四曲」に続く、近藤と伊集院のプロジェクトである。
デビュー間もない頃から現在まで近藤へ数多の詞を提供してきた伊達歩こと伊集院静が、作詞家としてのペンネーム・伊達歩を使わずに詞を提供した。
表題曲「大人の流儀」は、伊集院が執筆した本の題名と同じである。
カップリング曲「男(おまえ)が目を閉じる時」は「アンダルシアに憧れて」以来、26年振りに、真島昌利から提供された楽曲。
初回限定のみ、三方背BOXパッケージ仕様。
ジャケット写真には、近藤だけでなく、伊集院が隣同士で写っている。

## 収録曲
1. 大人の流儀
作詞：伊集院静／作曲：馬飼野康二／編曲：船山基紀
2. 男（おまえ）が目を閉じるとき
作詞：伊集院静／作曲：真島昌利／編曲：増田武史
3. 大人の流儀（インストゥルメンタル）
4. 男が目を閉じるとき（インストゥルメンタル）